# Bearsville Records
Bearsville Records — компанія звукозапису, створена 1970 року Альбертом Гроссманом. Припинила своє існування у 1984, за два роки до смерті її засновника. Переважна більшість альбомів, які видавала компанія, були записані на власній студії Гроссмана, Bearsville Studios.

## Деякі виконавці
- Lazarus
- Utopia
- Тодд Рандґрен
- Foghat
- Пол Баттерфілд
- Джонатан Кейн
- The dB's
- Sparks